# Jef Verheyen
Jef Verheyen (* 6. Juli 1932 in Itegem, Provinz Antwerpen, Belgien; † 2. März 1984 in Apt, Département Vaucluse, Frankreich) war ein belgischer Maler, der der ZERO-Bewegung nahestand.

## Leben
Verheyen studierte an der Koninklijke Academie voor Schone Kunsten in Antwerpen und später am Hoger Institut in den Fächern Malerei, Zeichnen und Keramik. Am Institut lernte er seine spätere Frau Dani Franque kennen. 1954 eröffneten die beiden in Antwerpen gegenüber dem Rubenshuis ein Keramikatelier mit Verkaufsladen, das L'atelier 14. Ab 1956 nahmen sie zusammen an verschiedenen Ausstellungen in Belgien teil.
Verheyen wandte sich mehr und mehr der Malerei zu und reiste Ende der 1950er Jahre nach Mailand und traf dort Piero Manzoni, R. Crippa und Lucio Fontana. 1958 war er einer der Veranstalter von G-58. In der Folgezeit publizierte er die Schrift Essentialisme und arbeitete zusammen mit P. De Vree und Englebert Van Anderlecht an der Nieuwe Vlaamse School. Mit Van Anderlecht malte er eine Reihe von 10 Bildern mit dem Titel Ni l'un ni l'autre.
Im Antwerpener Hessenhuis lernte Verheyen Anfang der 1960er Jahre Günther Uecker kennen und nahm seit dieser Zeit an zahlreichen Ausstellungen der ZERO-Gruppe teil und arbeitete mit den Vertretern der Gruppe zusammen. Beispiele hierfür sind Verheyens Gemälde, die von Lucio Fontana zerschnitten wurden oder die Zusammenarbeit in der Land-Art-Ausstellung Vlaamse Landschappen (Flämische Landschaften) im Jahre 1967. Er hatte in dieser Zeit die bedeutende Rolle als Kontaktperson der Gruppe mit den belgischen Künstlern.
1974 zogen Verheyen mit seiner Frau in den Süden Frankreichs. Im Brüsseler Paleis voor Schone Kunsten und in Genf wurden Retrospektiven über sein Schaffen gezeigt. Am Anfang der 1980er Jahre veröffentlichte er seine Graphiken zu Texten von Ivo Michiels und Guy Vaes.
1984 starb der herzkranke Verheyen bei einem Judowettkampf auf dem Tatami.
Im Mai 2007 wurden bei Sotheby’s in Mailand verschiedene Werke/Gegenstände aus der Sammlung Jef Verheyen/E. Dani Franque versteigert.

## Ausstellungen (Auswahl)
- 2024: gegen den Himmel. contre le ciel. Jef Verheyen. Johanna von Monkiewitsch, Museum Morsbroich, Leverkusen
- 2002: Antwerpen/Bruxelles '60; Bram Bogart, Englebert Van Anderlecht, Jeff Verheyen, Kunstmuseum Winterthur
- 2010/2011: Jef Verheyen and Friends, Langen Foundation, Raketenstation, Hombroich 1, Neuss[1]